# Nicella dichotoma
Nicella dichotoma är en korallart som först beskrevs av Gray 1860.  Nicella dichotoma ingår i släktet Nicella och familjen Ellisellidae.
Artens utbredningsområde är Indiska oceanen. Inga underarter finns listade i Catalogue of Life.